# Giovanni Perin
Giovanni Perin (* 1987 in Padua) ist ein italienischer Jazzmusiker (Marimba, Vibraphon, Komposition).

## Leben und Wirken
Perin begann achtjährig mit dem Klavierspielen. Mit zwölf Jahren wurde er in die Schlagwerkklasse des Konservatoriums aufgenommen, wo er von Alberto Macchini ausgebildet wurde. Er besuchte Meisterklassen in Jazz-Piano bei Barry Harris und Giovanni Ceccarelli), Vibraphon/Marimba bei David Friedman, Dave Samuels, Ney Rosauro, Johan Bridger und Andrea Dulbecco sowie einen fünfwöchigen Kurs am Berklee College of Music bei Ed Saindon. 2010 graduierte er mit Auszeichnung an der Fakultät für Kunst, Musik und Theater der Universität Padua und am Konservatorium in Adria, um dann 2014 am Jazz Institut Berlin (Bachelor) und am Konservatorium von Rovigo (Master) den Jazzstudiengang zu absolvieren.
Perin trat mit Musikern wie Fabrizio Bosso, Vittorio Matteucci, Fuasi Abdul-Khaliq, Elias Stemeseder, Kelvin Sholar, Eric Vaughn oder Chiara Beltrame auf. Er spielte außerdem als Vibraphonist und Schlagzeuger im italienischen Rundfunk und in Fernsehsendungen, trat aber auch im Deutschlandfunk auf. 2011 entstand sein Debütalbum Dream with Open Eyes, dem weitere Alben folgten. Er konzertierte beim Ancona Jazz Festival, Padova Jazz Festival, Bologna Jazz Festival, dem Berlin Summer of Jazz und dem Trieste Love Jazz Festival.
Perin lehrt als Professor am Conservatorio di Musica Antonio Buzzolla in Adria. Weiterhin verfasste er Etüden (Easy Mallets: Vibraphone & Improvisation).

## Diskographische Hinweise
- Meet Me (Irma, 2025, mit Michele Polga, Giulio Scaramella, Alessio Zoratto, Luca Colussi)
- Offset 5: Deflection (TRJ Records, 2021, mit Manuel Caliumi, Marcello Abate, Davide Paulis, Federico Negri)[4]
- Portraits (Statale 11, 2021)
- Drums Organ Vibe Ensemble: Here We Are! (Cat Sound Records, 2019, mit Giulio Campagnolo, Andrea Davì)
- Giovanni Perin European 6et: #Pera (Statale 11, 2016, mit Dima Bondarev, Tommaso Troncon, Tino Derado, Marcel Krömker, Diego Piñera)
- Giovanni Perin, Riccardo Di Vinci: DoubleVibes (Statale 11, 2015)
- Giovanni Perin European Quartet Feat Fabrizio Bosso: Dream with Open Eyes (Cat Sound Records, 2011, mit Elias Stemeseder, Igor Spallati, Tilo Weber)